# Gmindersdorf

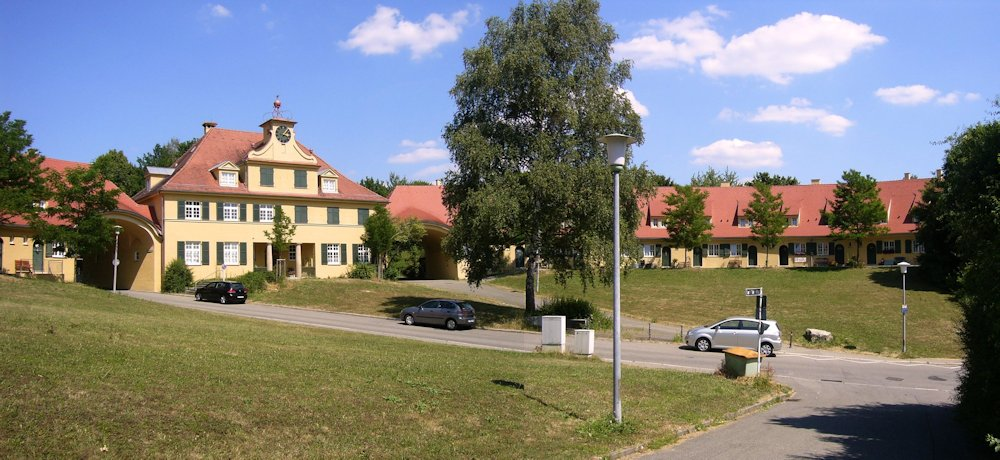
Altenhof

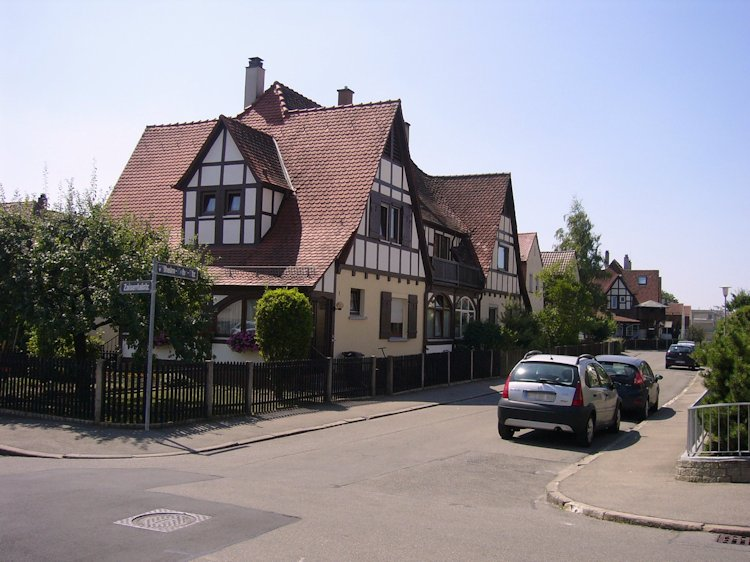
Häuser-Beispiel

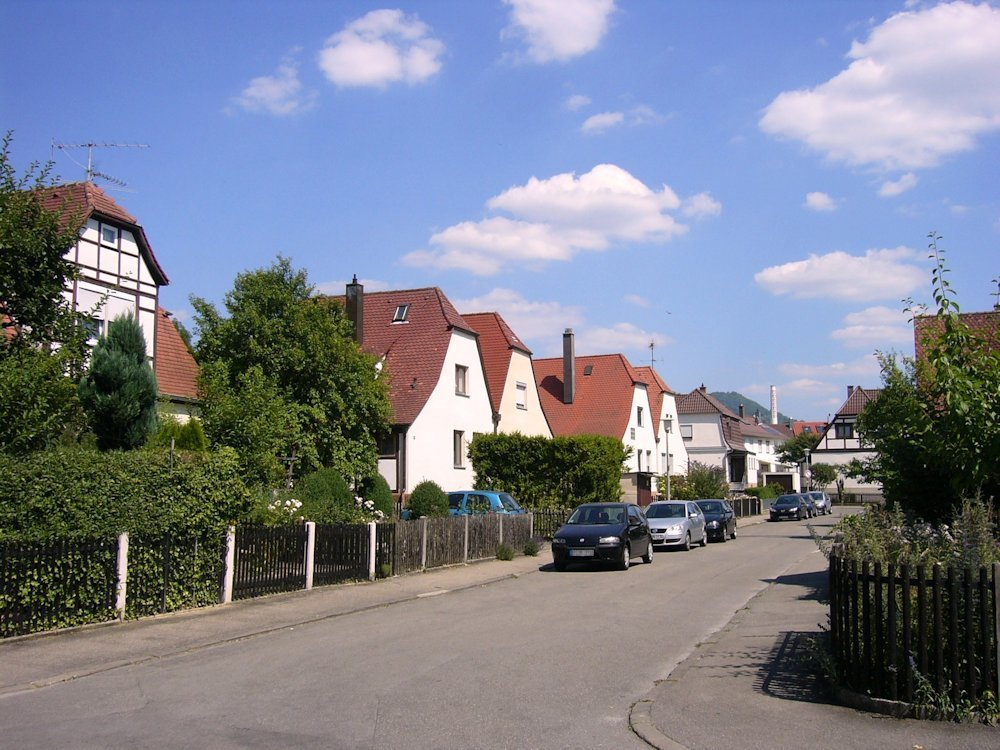
Häuser-Beispiel

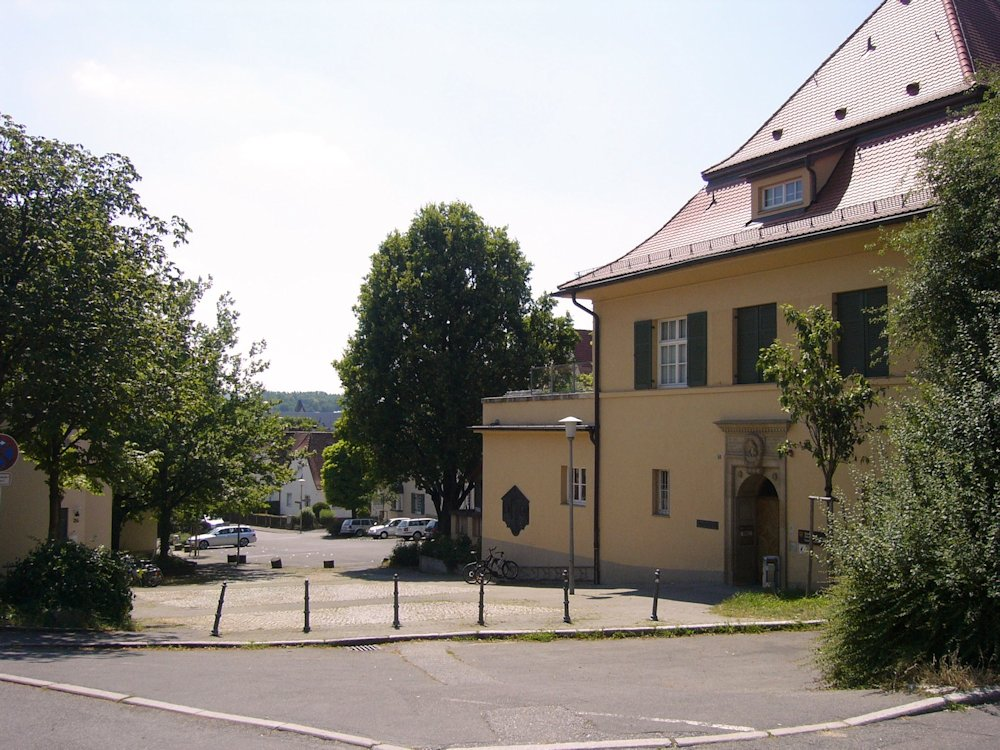
Kinderhort

Das Gmindersdorf ist eine ehemalige Arbeitersiedlung in Reutlingen.
Die Siedlung wurde von 1903 bis 1923 im Auftrag des Textilunternehmens Ulrich Gminder GmbH (UG) gebaut und von den Geschäftsführern Carl und Louis Gminder in Auftrag gegeben. Das Unternehmen wollte seinen Arbeitern einen modernen, hochwertigen Wohnraum mit der nötigen Infrastruktur bereitstellen, um ihre Lebensqualität zu steigern und sich auf diese Weise vor dem Arbeitermangel dieser Zeit abzusichern.
Das Gmindersdorf ist ein Beispiel frühen sozialen Wohnungsbaus. Mit der Planung und Durchführung wurde der renommierte Architekt Theodor Fischer beauftragt. Die Siedlung hat einen echten Dorfcharakter mit allen notwendigen Einrichtungen, z. B. einem „Kinderhort“, einer Gaststätte (heute noch in Betrieb), einem Gemischtwarenladen oder dem „Altenhof“.